# Knösen Höglunda
Knösen Höglunda este o arie protejată (arie specială de conservare — SAC, sit de importanță comunitară — SCI) din Suedia întinsă pe o suprafață de 6,4 ha, integral pe uscat.

## Localizare
Centrul sitului Knösen Höglunda este situat la coordonatele 63°08′46″N 15°48′49″E / 63.1461°N 15.8135°E.

## Înființare
Situl Knösen Höglunda a fost declarat sit de importanță comunitară în ianuarie 2002 pentru a proteja 1 specie de plante. Situl a fost protejat și ca arie specială de conservare în martie 2011.

## Biodiversitate
Situată în ecoregiunea boreală, aria protejată conține 1 habitat natural: Taiga vestică.
La baza desemnării sitului se află o specie protejată de  plante: Calypso bulbosa.